# 杨晓堂
杨晓堂（1942年—），男，山东武城人，中华人民共和国政治人物。

## 生平
杨晓堂毕业于扬州师范学院中文系。1981年，担任江苏省金陵石化公司副经理，经理。次年改任中国石化集团金陵石化公司总经理。1988年，任江苏省常州市副市长、市长。1992年，升任江苏省副省长。1994年，任江苏省委常委兼苏州市市委书记。1998年，升任国家开发银行副行长。2002年，任中国电子信息产业集团公司总经理。